# Elecciones presidenciales de Macedonia de 2014
Las elecciones generales de la República de Macedonia se llevaron a cabo en abril de 2014 para elegir al Presidente y a los miembros de la Asamblea. La primera vuelta de las elecciones presidenciales se celebró el 13 de abril, con el presidente en funciones Gjorge Ivanov a la cabeza con el 53% de los votos. 
Sin embargo, como no recibió el apoyo del 50% de todos los votantes registrados, se celebró una segunda ronda el 27 de abril, junto con las elecciones parlamentarias, con Ivanov y la coalición gobernante liderada por VMRO-DPMNE obteniendo la victoria, obteniendo 61 de los 123 escaños de la Asamblea.

## Antecedentes
Las elecciones parlamentarias se adelantaron para coincidir con las elecciones presidenciales luego de que los socios de coalición VMRO-DPMNE y DUI no lograron ponerse de acuerdo sobre un candidato presidencial combinado.

## Elecciones presidenciales

### Candidatos
El presidente en ejercicio Gjorge Ivanov, apoyado por el gobernante Organización Revolucionaria Interna de Macedonia - Partido Democrático para la Unidad Nacional Macedonia (VMRO-DPMNE), se nominó con éxito para la reelección después de reunir 63.253 firmas de los ciudadanos.
El candidato de Unión Socialdemócrata de Macedonia (SDSM), Stevo Pendarovski fue nominado con las firmas de los miembros del parlamento de los partidos de la oposición. Otros candidatos nominados con más de 10.000 firmas incluyeron a Zoran Popovski, candidato de Opción Ciudadana por Macedonia (GROM), e Ilijaz Halimi, postulado por el Partido Democrático de los Albaneses (DPA).

### Campaña
El 13 de abril se celebró la primera vuelta de las elecciones presidenciales. Los candidatos fueron Gjorge Ivanov (VMRO-DPMNE), Stevo Pendarovski (SDSM), Ilijaz Halimi (DPA) y Zoran Popovski (GROM). El partido étnico albanés Unión Democrática para la Integración (DUI), un miembro menor de la coalición, hizo campaña a favor del boicot de las elecciones presidenciales, oponiéndose a la decisión de VMRO-DPMNE de presentar a Ivanov a la reelección.
Pendarovski del SDSM visitó Pristina de manera controvertida, donde criticó las políticas del gobierno en materia de política exterior y que Albania tiene el PIB más alto de la región a pesar de los informes de instituciones y otros políticos que dicen que es Macedonia.

## Elecciones parlamentarias

### Partidos y Coaliciones
En las elecciones participaron catorce partidos y coaliciones políticas, que habían presentado listas de candidatos a diputados en al menos uno de los seis distritos electorales del país y los tres de la diáspora. Tres de ellos, a saber, VMRO-DPMNE, SDSM y DUI, presentaron sus listas de candidatos en los nueve distritos electorales.

#### VMRO-DPMNE
La coalición liderada por VMRO-DPMNE estaba formada por 22 partidos: VMRO-DPMNE, el Partido Socialista de Macedonia (SPM), la Unión Democrática (DS), la Renovación Democrática de Macedonia (DOM), el Partido Democrático de los Turcos (DPTM), el Partido Democrático de los Serbios de Macedonia (DPSM), la Unión de Roma de Macedonia (SRM), el Partido Unido para la Emancipación (OPE), el Partido de la Justicia (PP), el Partido de la Acción Democrática de Macedonia (SDAM), el Partido de los Valacos de Macedonia (PVM), el Partido para la Integración de los Roma (PIR), el Partido Democrático Bosnio (BDP), las Fuerzas Democráticas de los Roma  [ mk ; sv ] (DSR), la Unificación Radical Permanente de Macedonia (TMRO), el Nuevo Partido Liberal (NLP), el Movimiento Popular de Macedonia (NDM), VMRO–Partido Democrático, VMRO-Unidos, Organización de la Patria Macedonia para la Renovación Radical–Vardar–Egeo–Pirin ( TMORO–VEP ), Alianza Macedonia (MA), y VMRO–Macedonia.

#### SDSM
La coalición liderada por el SDSM incluía nueve partidos: la Unión Socialdemócrata de Macedonia , el Nuevo Partido Socialdemócrata (NDSP), el Partido Liberal Democrático (PLD), Unidos por Macedonia (OM), el Partido para el Movimiento de los Turcos en Macedonia (PDT), el Partido para la Plena Emancipación de los Romaníes de Macedonia (PCER), el Partido Serbio en Macedonia (SSM), la Unión Democrática de los Valacos de Macedonia (DSVM) y la Lista Sandžak (SL).

#### GROM
La alianza liderada por Opción Ciudadana por Macedonia (GROM) estaba formada por Opción Ciudadana para Macedonia , el Partido Liberal , el Partido Progresista Serbio de Macedonia , la Unión de Fuerzas de Izquierda de Tito y el Partido de los Demócratas Libres.

## Resultados

### Elecciones presidenciales
En la segunda vuelta, los centros estuvieron abiertos desde las 5:00 GMT hasta las 17:00 GMT. La participación en las tres primeras horas fue del 9,58%.Gjorge Ivanov fue reelegido con el 57% de los votos válidos. Tras la elección, Stevo Pendarovski pidió una investigación de las elecciones por parte de observadores externos.
| Candidato                 | Candidato                 | Partido                   | Primera vuelta | Primera vuelta | Segunda vuelta | Segunda vuelta |
| Candidato                 | Candidato                 | Partido                   | Votos          | %              | Votos          | %              |
| ------------------------- | ------------------------- | ------------------------- | -------------- | -------------- | -------------- | -------------- |
|                           | Gjorge Ivanov             | VMRO-DPMNE                | 449,442        | 51.69          | 534,910        | 57.33          |
|                           | Stevo Pendarovski         | SDSM                      | 326,164        | 37.51          | 398,077        | 42.67          |
|                           | Ilijaz Halimi             | DPA                       | 38,966         | 4.48           |                |                |
|                           | Zoran Popovski            | GROM                      | 31,368         | 3.61           |                |                |
| Votos válidos             | Votos válidos             | Votos válidos             | 845,940        | 97.28          | 932,987        | 96.41          |
| Votos inválidos/en blanco | Votos inválidos/en blanco | Votos inválidos/en blanco | 23,677         | 2.72           | 34,707         | 3.59           |
| Habitantes inscritos      | Habitantes inscritos      | Habitantes inscritos      | 1,779,572      | 1,779,572      | 1,779,572      | 1,779,572      |
| Participación             | Participación             | Participación             | 869,617        | 48.87          | 967,694        | 54.38          |
| Fuente:SEC,SEC            |                           |                           |                |                |                |                |